# Parc national de Kootenay
Pour les articles homonymes, voir Kootenay (homonymie).
Le parc national de Kootenay (anglais : Kootenay National Park) est un parc national canadien situé dans les montagnes Rocheuses chevauchant le Sud-Est de la Colombie-Britannique et le Sud-Ouest de l'Alberta. Ce parc fait partie de l'ensemble des parcs des montagnes Rocheuses canadiennes inscrits sur la liste du patrimoine mondial de l'UNESCO (les autres parcs étant ceux de Banff, Jasper et Yoho).
L'altitude varie de 918 m  à 3 424 m au sommet de la Deltaform Mountain. Le parc s'étend sur 1 406 km2.
Le parc est ouvert toute l'année mais la meilleure saison va de juin à septembre. De nombreux campings sont ouverts de mai à septembre.
Le parc tire son nom de la rivière Kootenay, l'une des deux principales rivières à le traverser, l'autre étant la Vermilion River (en), sur laquelle se situent les Numa Falls.
La chèvre des montagnes Rocheuses est l'emblème du parc.